# Libellula angelina
Libellula angelina là một loài chuồn chuồn ngô thuộc họ Libellulidae. Loài này có ở Trung Quốc, Nhật Bản, Triều Tiên, và Hàn Quốc. Các môi trường sống tự nhiên của chúng là hồ nước ngọt có nước theo mùa và đầm nước ngọt có nước theo mùa. Nó bị đe dọa do mất môi trường sống.

## Hình ảnh

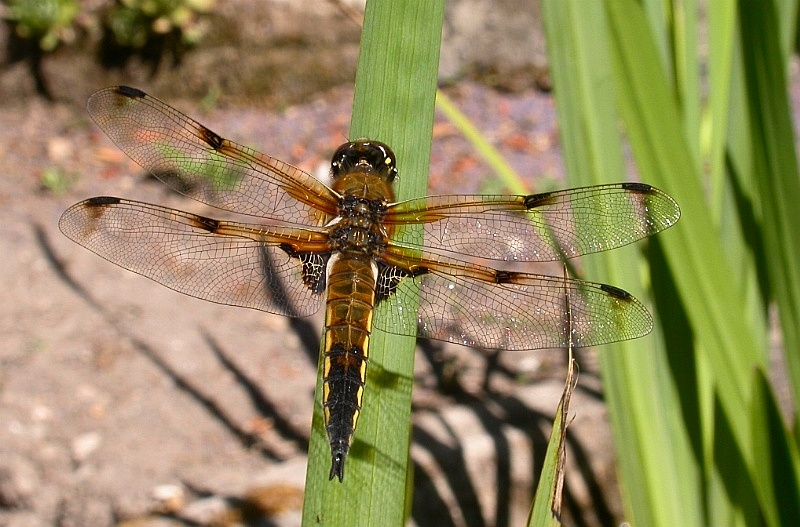